# Carmen Kass
Carmen Kass (nascuda el 14 de setembre de 1978 a Paide, Comtat de Järva, Estònia), és una model d'Estònia, a més de ser presidenta de la Federació nacional d'escacs del seu país.

## Biografia
Des dels tres fins als deu anys va tenir una gran afició pels escacs. Poc després, amb 14 anys va ser descoberta per fer de model en un supermercat a Milà. Els seus pares, s'hi van oposar però finalment es va dedicar a ser model. Amb 18 anys ja vivia a París i va aparèixer en diverses portades de revistes com Elle o Vogue. Aquesta última la va elegir "model de l'any" el 2000.
Poc després va aparèixer banyada en or per la imatge del perfum J'Adore de Christian Dior. En aquest moment es va decidir a prestar la seva cara al partit conservador del primer ministre del seu país, Juhan Parts. El 2004, es va presentar a les eleccions al Parlament Europeu amb el Res Pública després de l'ingrés del seu país a la Unió Europea, el maig. Va obtenir 2.000 vots de l'electorat estonià però no va resultar elegida. Malgrat aquest revés sí que va ser nomenada, presidenta de la Federació d'escacs d'Estònia.
Per la promoció dels escacs, el 2008 va ser convidada a assistir al torneig Final de Mestres-Grand Slam que se celebrà a Bilbao, i que comptava amb la presència dels millors jugadors mundials, entre d'altres, Wiswanathan Anand, Magnus Carlsen i Vasil Ivantxuk. Des de 2004, és la xicota del Gran Mestre alemany Eric Lobron.